# Macromitrium pilicalyx
Macromitrium pilicalyx là một loài rêu trong họ Orthotrichaceae. Loài này được Dixon ex E.B. Bartram mô tả khoa học đầu tiên năm 1948.